# Кукова Острва на Светском првенству у атлетици на отвореном 2022.
Кукова острва су учествовала на 18. Светском првенству у атлетици на отвореном 2022. одржаном у Јуџину  од 15. до 25. јула седамнаести пут а представљао их је 1 такмичар који се такмичио у трци на 100 метара.,
На овом првенству такмичар Кукових Острва није освојио ниједну медаљу нити је остварио неки резултат.

## Учесници
Мушкарци:
- Тикове Пира — 100 м

## Резултати

### Мушкарци
| Атлетичар   | Дисциплина | Лични рекорд | Предтакмичење | Предтакмичење | Квалификације        | Квалификације        | Полуфинале           | Полуфинале           | Финале               | Финале       | Детаљи |
| Атлетичар   | Дисциплина | Лични рекорд | Резултат      | Место         | Резултат             | Место                | Резултат             | Место                | Резултат             | Место        | Детаљи |
| ----------- | ---------- | ------------ | ------------- | ------------- | -------------------- | -------------------- | -------------------- | -------------------- | -------------------- | ------------ | ------ |
| Тикове Пира | 100 м      | 11,52        | 11,56 ЛРС     | 6. у гр. 5    | Није се квалификовао | Није се квалификовао | Није се квалификовао | Није се квалификовао | Није се квалификовао | 20 / 67 (71) |        |